# Cima helicoidal

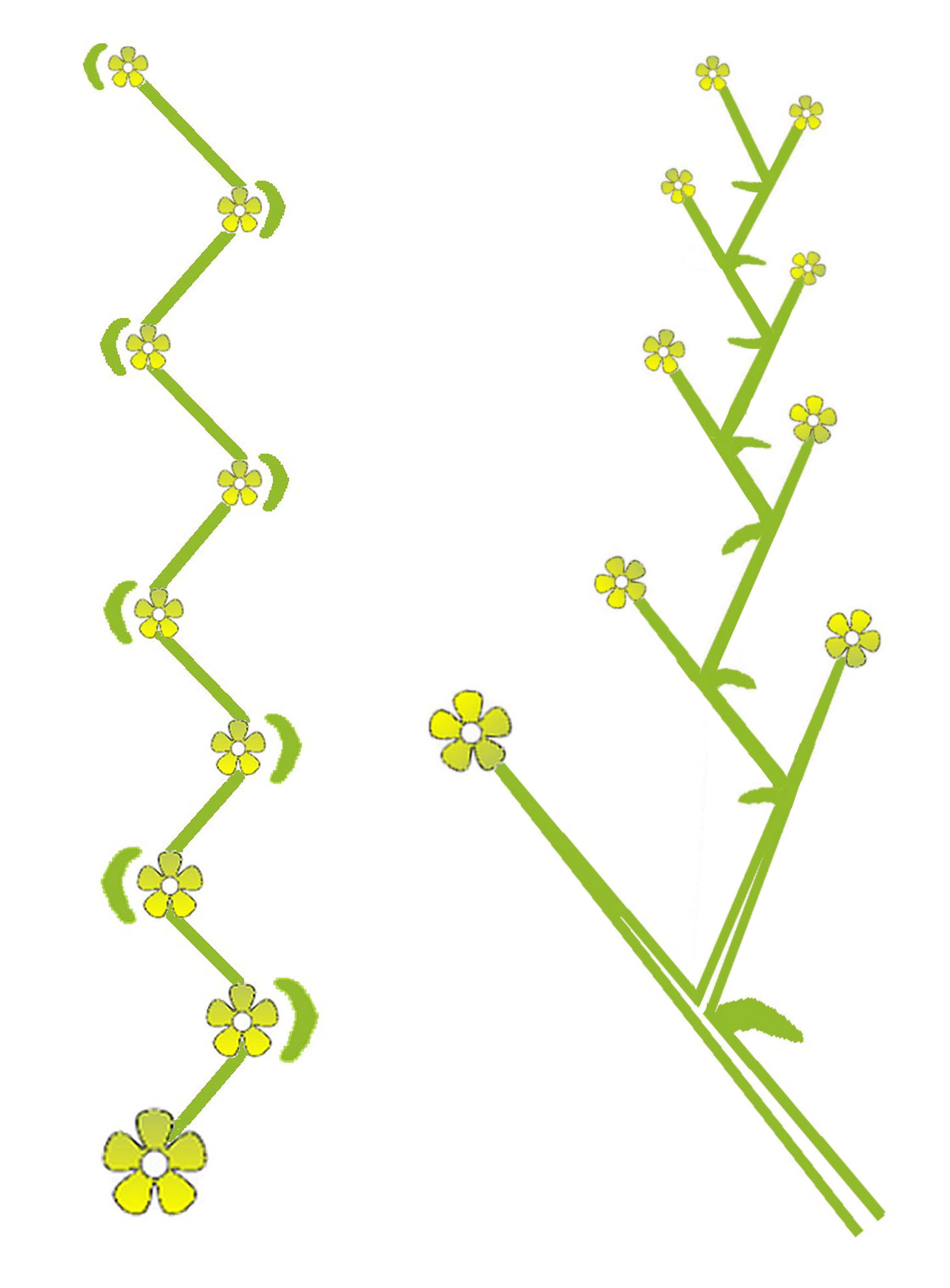
Esquema de una cima monocasia helicoidal (izquierda) y de una cima monocasia escorpioide o circinada (derecha).

La cima helicoidal es un tipo de inflorescencia cimosa o cerrada. En estas inflorescencias el eje principal termina en una flor, por lo que deja de crecer, pero algo más abajo del mismo se desarrollan yemas que también terminarán en sendas flores que dejan de crecer. Por comodidad, cada eje que termina en una flor lo llamaremos rama florífera. 
El número de ramas floríferas que se desarrollan debajo de la primera flor es variable, puede ser una o más. En el caso de ser una sola, la inflorescencia se llama monocasio.

La cima helicoidal es un monocasio cuyas ramitas salen alternadamente, a derecha e izquierda, en uno o dos planos, comenzando desde abajo y terminando arriba. Un ejemplo de plantas que llevan este tipo de inflorescencia es el género Hemerocallis.

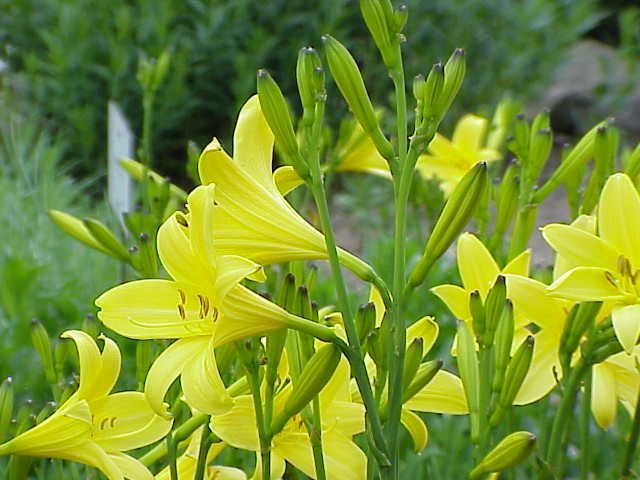
Cima helicoidal en Hemerocallis.

El ripidio, inflorescencia típica de varios géneros de Iridaceae, es un tipo de cima helicoidal, donde las ramitas unifloras están todas en un mismo plano. En Iris germanica, por ejemplo, la primera flor que se abre es la apical.